# Muhannad Al-Shanqeeti
Muhannad Al-Shanqeeti (in arabo مهند الشنقيطي‎?; 12 marzo 1999) è un calciatore saudita, difensore dell'Al-Ittihad.

## Caratteristiche tecniche
È un terzino destro.

## Carriera

### Club
Con 9 presenze in campionato nel 2016-2017 con l'Ohod, contribuisce nella promozione della squadra nel massimo campionato arabo. Il 18 agosto 2017 debutta in campionato nel match contro l'Al-Batin, perso per 2-0.
Il 22 novembre 2018 si trasferisce a titolo gratuito all'Al-Ittihad. Il 28 dicembre 2019 debutta con i gialloneri nel match di campionato pareggiato per 1-1 contro l'Al-Fateh. Il 5 maggio 2021 trova l'accordo per il rinnovo del suo contratto fino al 30 giugno 2024. Grazie alle sue prestazioni di marzo 2022, nelle quali c'è il primo goal con l'Al-Ittihad, si è aggiudicato il premio di miglior giocatore giovane del mese.

### Nazionale
Con la nazionale Under-20 saudita ha preso parte al campionato mondiale di calcio Under-20 2019.
Nel 2021 ha esordito nella nazionale maggiore saudita.
Nel 2025 ha partecipato alla CONCACAF Gold Cup.

## Statistiche

### Presenze e reti nei club
Statistiche aggiornate al 26 luglio 2023
| Stagione          | Squadra           | Campionato        | Campionato | Campionato | Coppe nazionali | Coppe nazionali | Coppe nazionali | Coppe continentali | Coppe continentali | Coppe continentali | Altre coppe | Altre coppe | Altre coppe | Totale | Totale |
| Stagione          | Squadra           | Comp              | Pres       | Reti       | Comp            | Pres            | Reti            | Comp               | Pres               | Reti               | Comp        | Pres        | Reti        | Pres   | Reti   |
| ----------------- | ----------------- | ----------------- | ---------- | ---------- | --------------- | --------------- | --------------- | ------------------ | ------------------ | ------------------ | ----------- | ----------- | ----------- | ------ | ------ |
| 2016-2017         | Ohod              | PD                | 9          | 1          | -               | -               | -               | -                  | -                  | -                  |             | -           | -           | 9      | 1      |
| 2017-2018         | Ohod              | SPL               | 5          | 0          | KCC             | 0               | 0               | -                  | -                  | -                  |             | -           | -           | 5      | 0      |
| Totale Ohod       | Totale Ohod       | Totale Ohod       | 14         | 1          |                 | 0               | 0               |                    | -                  | -                  |             | -           | -           | 14     | 1      |
| 2018-2019         | Al-Ittihad        | SPL               | 0          | 0          | CCA+KCC         | 0               | 0               | AFC                | 0                  | 0                  |             | -           | -           | 0      | 0      |
| 2019-2020         | Al-Ittihad        | SPL               | 5          | 0          | CCA+KCC         | 3+1             | 0               | -                  | -                  | -                  |             | -           | -           | 9      | 0      |
| 2020-2021         | Al-Ittihad        | SPL               | 24         | 0          | KCC             | 2               | 0               | -                  | -                  | -                  |             | -           | -           | 26     | 0      |
| 2021-2022         | Al-Ittihad        | SPL               | 28         | 1          | KCC             | 1               | 0               | -                  | -                  | -                  |             | -           | -           | 29     | 1      |
| 2022-2023         | Al-Ittihad        | SPL               | 11         | 0          | KCC             | 1               | 0               | -                  | -                  | -                  | SS          | 2           | 1           | 14     | 1      |
| Totale Al-Ittihād | Totale Al-Ittihād | Totale Al-Ittihād | 68         | 1          |                 | 8               | 0               |                    | 0                  | 0                  |             | 2           | 1           | 78     | 2      |
| Totale carriera   | Totale carriera   | Totale carriera   | 82         | 2          |                 | 8               | 0               |                    | 0                  | 0                  |             | 2           | 1           | 92     | 3      |

### Cronologia presenze e reti in nazionale
| Cronologia completa delle presenze e delle reti in nazionale ― Arabia Saudita | Cronologia completa delle presenze e delle reti in nazionale ― Arabia Saudita | Cronologia completa delle presenze e delle reti in nazionale ― Arabia Saudita | Cronologia completa delle presenze e delle reti in nazionale ― Arabia Saudita | Cronologia completa delle presenze e delle reti in nazionale ― Arabia Saudita | Cronologia completa delle presenze e delle reti in nazionale ― Arabia Saudita | Cronologia completa delle presenze e delle reti in nazionale ― Arabia Saudita | Cronologia completa delle presenze e delle reti in nazionale ― Arabia Saudita |
| Data                                                                          | Città                                                                         | In casa                                                                       | Risultato                                                                     | Ospiti                                                                        | Competizione                                                                  | Reti                                                                          | Note                                                                          |
| ----------------------------------------------------------------------------- | ----------------------------------------------------------------------------- | ----------------------------------------------------------------------------- | ----------------------------------------------------------------------------- | ----------------------------------------------------------------------------- | ----------------------------------------------------------------------------- | ----------------------------------------------------------------------------- | ----------------------------------------------------------------------------- |
| 1-12-2021                                                                     | Ar Rayyan                                                                     | Arabia Saudita                                                                | 0 – 1                                                                         | Giordania                                                                     | Coppa araba FIFA 2021 - 1º turno                                              | -                                                                             |                                                                               |
| 7-12-2021                                                                     | Doha                                                                          | Marocco                                                                       | 1 – 0                                                                         | Arabia Saudita                                                                | Coppa araba FIFA 2021 - 1º turno                                              | -                                                                             |                                                                               |
| 17-12-2024                                                                    | Riad                                                                          | Arabia Saudita                                                                | 3 – 1                                                                         | Trinidad e Tobago                                                             | Amichevole                                                                    | -                                                                             | 46’                                                                           |
| 20-3-2025                                                                     | Riad                                                                          | Arabia Saudita                                                                | 1 – 0                                                                         | Cina                                                                          | Qual. Mondiali 2026                                                           | -                                                                             | 54’                                                                           |
| 25-3-2025                                                                     | Saitama                                                                       | Giappone                                                                      | 0 – 0                                                                         | Arabia Saudita                                                                | Qual. Mondiali 2026                                                           | -                                                                             | 46’                                                                           |
| Totale                                                                        |                                                                               | Presenze                                                                      | 5                                                                             |                                                                               | Reti                                                                          | 0                                                                             |                                                                               |

## Palmarès

### Club

#### Competizioni nazionali
- Coppa del Re dei Campioni: 2

Al-Ittihād: 2018, 2024-2025
- Supercoppa saudita: 1

Al-Ittihād: 2022
- Campionato saudita: 2

Al-Ittihād: 2022-2023, 2024-2025